# Fuego + agua
Fuego + Agua (título original: Fire + Water) es el capítulo n.º 12 de la Segunda Temporada de Lost. Charlie sueña que la vida de Aaron peligra, y que sólo el bautismo puede salvarlo. Por otra parte, Sawyer ayuda a Hurley en su relación con Libby. FLASHBACK de Charlie Pace.

## Trama

### Flashbacks
El episodio comienza con Charlie Pace, cuando era niño, recibiendo un piano nuevo. Su familia quiere que use su talento musical para "salvarlos" y sacarlos de su actual situación de pobreza, pero su padre, vestido de carnicero, no piensa igual.
Más tarde, Charlie, un adulto, es visto en un hospital, donde Karen (Vanessa Branch), la novia de su hermano Liam (Neil Hopkins), acaba de dar a luz a una hija, llamada Megan en honor a la madre de Charlie y Liam. Sin embargo, la creciente adicción a las drogas de Liam está causando problemas: le impidió presentarse en el nacimiento y está interfiriendo con la banda de los hermanos, Drive Shaft. Luego, Charlie, tocando el piano, comienza a componer una canción con el objetivo de "resucitar" a la banda lanzando un disco y Liam inicialmente lo apoya. Sin embargo, cuando Karen se muda a Australia y no le permite ver a Megan, Liam vende en secreto el piano de Charlie alegando a la defensiva que necesitaba el dinero para viajar a Australia para conseguir un trabajo y entrar en rehabilitación, "para su familia". A pesar de las protestas de Charlie, diciendo que iban a volver a tener éxito con la banda y que él es su hermano, su familia, Liam lo deja.

### En la isla
Charlie comienza a tener unas visiones muy intensas en las que el bebé de Claire está en peligro. Charlie mira hacia el océano y ve la cuna de Aaron flotando. Nada para salvar al bebé y lo lleva de regreso a la playa, donde la madre de Claire y Charlie, vestidas como ángeles, le gritan repetidamente a Charlie que debe "salvar al bebé". Hurley también aparece, vestido como Juan el Bautista. Charlie se despierta de su sueño y descubre que está sosteniendo a Aaron en la playa, pero sin recordar cómo sucedió. Una frenética Claire corre y toma a su bebé de Charlie y le da una bofetada en la cara.
Cuando Charlie le cuenta a Eko sobre sus sueños, Eko dice que los sueños pueden significar que Charlie necesita salvar al bebé, pero Charlie lo malinterpreta. Acude a Claire para expresar su preocupación por el peligro de Aaron, lo que significa que deben bautizarlo, pero Claire no le cree. Después, Locke se acerca a Claire y se ofrece a montar su tienda cerca de la de ella, para que se sienta más segura.
Dolido y confundido, Charlie se dirige a su escondite de estatuas de la Virgen María, pero Locke lo sigue y las confisca, a pesar de las protestas de Charlie de que él mismo las destruiría. Locke luego almacena las estatuas en la escotilla, en la misma habitación donde se aseguran las armas.
Más tarde, esa noche, Charlie enciende provoca un incendio como distracción y toma a Aaron. Sin embargo, Claire lo nota y lo persigue hasta el océano. Charlie insiste en que debe ser bautizado y se resiste a devolver a Aaron. Finalmente, tras una discusión, Locke persuade a Charlie para que devuelva a Aaron y se lo devuelve a Claire. Luego, Locke golpea a Charlie en la cara repetidamente, dejándolo sin aliento y ensangrentado en el océano. Con él tendido, la multitud que lo rodea se va sin ofrecer su ayuda. Después, en la mañana, Jack es el único que se acerca a él y lo cura de sus heridas. Charlie le dice que nunca usó la heroína y aunque Jack parece creerle, sólo le pide que no vuelva a hacer algo así y lo deja tranquilo.
Al final, la preocupación de Charlie por el bebé hace que Claire tenga dudas referentes a su fe y al destino de su alma, por lo que mantiene una conversación con Eko sobre ello. A petición de ella, Eko la bautiza tanto a ella como a Aaron.

## Otros Capítulos
- Capítulo Anterior: La Fiesta de la Cacería.
- Capítulo Siguiente: La Gran Estafa.